# Radikalna ciklizacija
Readkcije radikalne ciklizacije su organske hemijske transformacije koje daju ciklične proizvode preko radikalnih intermedijera. Obično se odvijaju u tri osnovna koraka: selektivno stvaranje radikala, ciklizacija radikala i konverzija ciklizovanog radikala u proizvod.

## Uvod
Reakcije radikalne ciklizacije proizvode mono- ili policiklične proizvode delovanjem radikalnih intermedijera. Pošto su to intramolekularne transformacije, često su veoma brze i selektivne. Selektivno stvaranje radikala može se postići na ugljenicima vezanim za različite funkcionalne grupe, a reagensi koji se koriste za stvaranje radikala su brojni. Korak radikalne ciklizacije obično uključuje napad radikala na višestruku vezu. Nakon što se ovaj korak dogodi, rezultujući ciklizovani radikali se gase delovanjem kolektora radikala, procesa fragmentacije ili reakcije prenosa elektrona. Peto- i šestočlani prstenovi su najčešći proizvodi; retko se primećuje formiranje manjih i većih prstenova.
Za efikasnu radikalnu ciklizaciju moraju biti ispunjena tri uslova:
- Mora biti dostupna metoda za selektivno generisanje radikala na supstratu.
- Radikalna ciklizacija mora biti brža od kolekcije prvobitno formiranog radikala.[2]
- Svi koraci moraju biti brži od neželjenih sporednih reakcija kao što su rekombinacija radikala ili reakcija sa rastvaračem.

Prednosti: pošto radikalni intermedijari nisu naelektrisane vrste, uslovi reakcije su često blagi, a tolerancija funkcionalne grupe je visoka i ortogonalna u odnosu na mnoge polarne procese. Reakcije se mogu izvoditi u različitim rastvaračima (uključujući arene, alkohole i vodu), sve dok rastvarač nema slabu vezu koja se može podvrgnuti apstrakciji, a proizvodi su često sintetički korisna jedinjenja koja se mogu nastaviti korišćenjem postojećih funkcionalnosti ili grupa uvedenih tokom radikalnog hvatanja.
Nedostaci: relativne stope različitih faza reakcija ciklizacije radikala (i bilo koje sporedne reakcije) moraju biti pažljivo kontrolisane tako da se favorizuje ciklizacija i kolekcija ciklizovanog radikala. Sporedne reakcije su ponekad problem, a ciklizacija je posebno spora za male i velike prstenove (iako su makrociklizacije, koje liče na intermolekularne radikalne reakcije, često visoko prinosne).

## Mehanizam i stereohemija

### Preovlađujući mehanizam
Pošto postoji mnogo reagensa za stvaranje i hvatanje radikala, uspostavljanje jedinstvenog preovlađujućeg mehanizma nije moguće. Međutim, kada se radikal generiše, on može reagovati sa višestrukim vezama na intramolekularni način da bi se dobili ciklizovani radikalni intermedijeri. Dva kraja višestruke veze čine dva moguća mesta reakcije. Ako radikal u rezultujućem međuproduktu završi izvan prstena, napad se naziva „egzo”; ako završi unutar novoformiranog prstena, napad se naziva „endo”. U mnogim slučajevima, egzo ciklizacija je favorizovana u odnosu na endo ciklizaciju (makrociklizacije predstavljaju glavni izuzetak od ovog pravila). 5-heksenil radikali su sintetički najkorisniji intermedijeri za radikalne ciklizacije, jer je ciklizacija izuzetno brza i egzo selektivna. Iako je egzo radikal manje termodinamički stabilan od endo radikala, brža egzociklizacija je racionalizovana boljim orbitalnim preklapanjem u egzo prelaznom stanju nalik stolici (pogledajte ispod).
(1)
Supstituenti koji utiču na stabilnost ovih prelaznih stanja mogu imati dubok uticaj na selektivnost mesta reakcije. Karbonil supstituenti na poziciji 2, na primer, podstiču zatvaranje 6-endo prstena. Alkil supstituenti na pozicijama 2, 3, 4 ili 6 povećavaju selektivnost za 5-egzo zatvaranje.
Ciklizacija homolognog 6-heptenil radikala je i dalje selektivna, ali je mnogo sporija - kao rezultat toga, kompetitivne sporedne reakcije predstavljaju važan problem kada su ovi intermedijeri uključeni. Pored toga, 1,5 smene mogu da daju stabilizovane alilne radikale po uporedivim stopama u ovim sistemima. U supstratima 6-heksenil radikala, polarizacija reaktivne dvostruke veze sa funkcionalnim grupama koje povlače elektrone često je neophodna za postizanje visokih prinosa. Stabilizacija prvobitno formiranog radikala sa grupama za povlačenje elektrona omogućava pristup prvenstveno stabilnijim proizvodima 6-endo ciklizacije.
(2)
Reakcije ciklizacije vinil, aril i acil radikala su takođe poznate. U uslovima kinetičke kontrole preferencijalno se odvija 5-egzo ciklizacija. Međutim, niske koncentracije hvatača radikala uspostavljaju termodinamičku kontrolu i obezbeđuju pristup 6-endo proizvodima - ne putem 6-endo ciklizacije, već 5-egzo ciklizacijom praćenom 3-egzo zatvaranjem i naknadnom fragmentacijom (Doud-Bekvitovo preuređivanje). Dok se pri visokim koncentracijama egzo-proizvod brzo zarobljava sprečavajući naknadno preraspoređivanje u endo-proizvod, aril radikali pokazuju sličnu reaktivnost.
(3)
Ciklizacija može uključiti višestruke veze koje sadrže heteroatom, kao što su nitrili, oksimi i karbonili. Napad na atom ugljenika višestruke veze je skoro uvek primećen. U poslednjem slučaju napad je reverzibilan; međutim alkoksi radikali mogu biti zarobljeni korišćenjem agensa za hvatanje stanana.

### Stereoselektivnost
Dijastereoselektivnost radikalnih ciklizacija je često visoka. U većini slučajeva koji sadrže samo ugljenik, selektivnost se može racionalizovati u skladu sa Bekvitovim smernicama, koje pozivaju na reaktantno, egzo prelazno stanje prikazano iznad. Postavljanje supstituenata u pseudoekvatorijalne pozicije u prelaznom stanju dovodi do cis proizvoda iz jednostavnih sekundarnih radikala. Uvođenje polarnih supstituenata može favorizovati trans proizvode zbog steričnog ili elektronskog odbijanja između polarnih grupa. U složenijim sistemima, razvoj modela prelaznog stanja zahteva razmatranje faktora kao što su alilna deformacija i prelazna stanja slična čamcu
(4)
Hiralne pomoćne supstance su korišćene u enantioselektivnim radikalnim ciklizacijama sa ograničenim uspehom. Male energetske razlike između ranih tranzicionih stanja predstavljaju duboku prepreku uspehu u ovoj areni. U prikazanom primeru, dijastereoselektivnost (za obe konfiguracije levog stereocentra) je niska, a enantioselektivnost je samo umerena.
(5)
Supstrati sa stereocentrima između radikalne i višestruke veze su često visoko stereoselektivni. Radikalne ciklizacije za formiranje policikličnih proizvoda često koriste ovu osobinu.